# Altay Spor Kulübü
El Altay Spor Kulübü es un club de fútbol de Turquía de la ciudad de Esmirna en la provincia de Esmirna. Fue fundado el 14 de enero de 1914 y en la actualidad juega en la TFF Segunda División, tercera categoría del fútbol turco.

## Historia
El actual Altay Spor Kulübü se fundó e 1914 en Esmirna como Altay Gençlik ve Spor Kulubü. Nació como club para unir a los jóvenes turcos de la ciudad, por encima de las minorías, y el político Celal Bayar fue pieza importante en la fundación del club. Tras la Guerra de Independencia Turca, el fundador de la República de Turquía Mustafa Kemal Atatürk, nombró a su comandante supremo Fahrettin Paşa con el sobrenombre de "Altay", en clara referencia al club. El Altay goza de curiosos méritos, como que la plantilla de jugadores del Altay representara a Turquía en los Juegos Olímpicos de París 1924, que fuera el primer equipo turco en participar en la Copa de la UEFA, o que su jugador Vahap Özaltay fuera el primer jugador turco traspasado al extranjero (Racing Club de París en 1932).

## Estadio

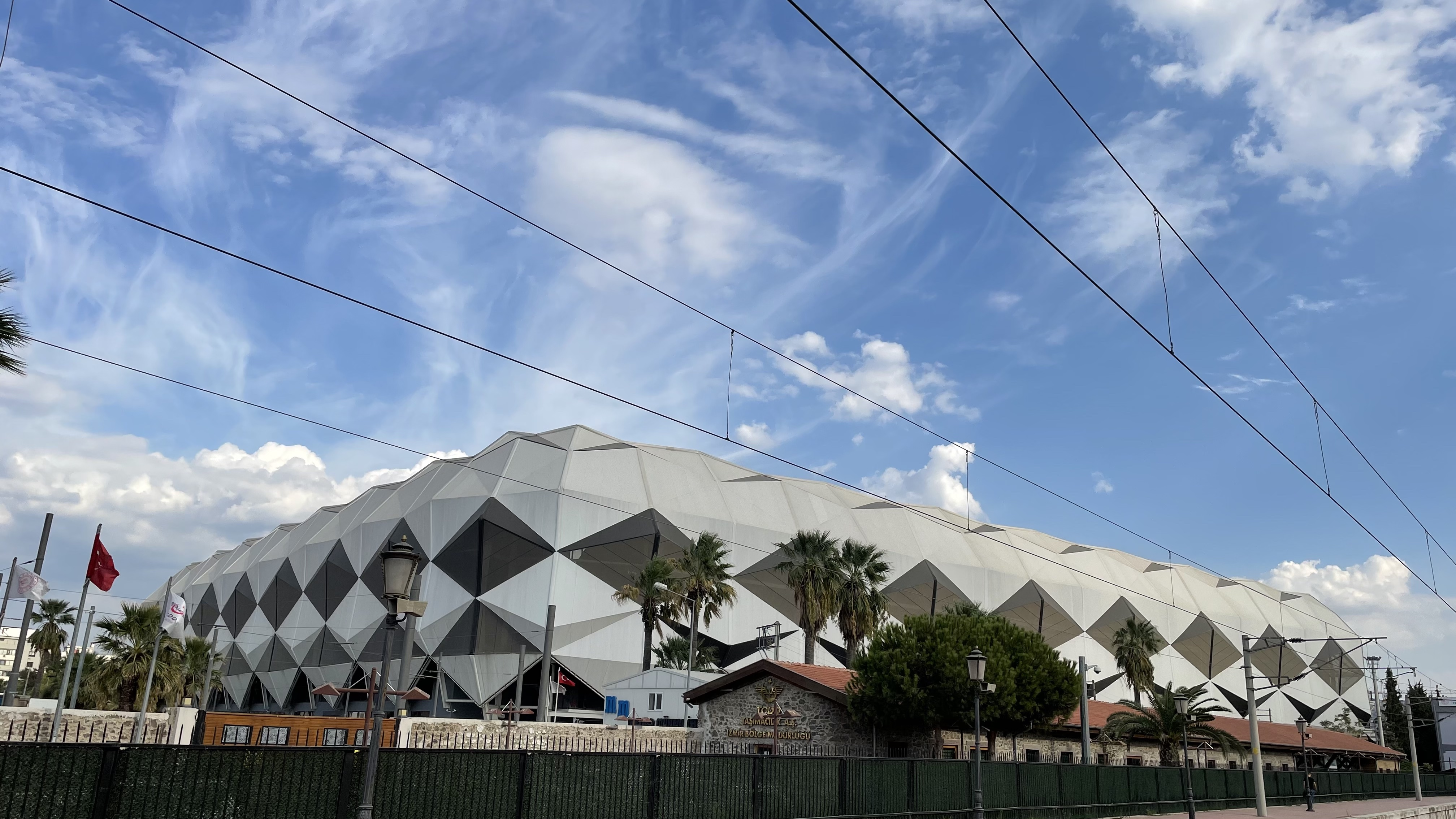
Estadio Alsancak Mustafa Denizli

Altay SK juega sus partidos en el Estadio Alsancak Mustafa Denizli con capacidad para 15.000 personas, para partidos que requieran mayor asistencia se traslada al Estadio İzmir Atatürk.
Estadios utilizados
| # | Estadio                          | Años      | Capacidad |
| - | -------------------------------- | --------- | --------- |
| 1 | Estadio Izmir Alsancak           | 1929–2015 | 15,358    |
| 2 | Estadio İzmir Atatürk            | 2015–2018 | 51,337    |
| 3 | Doğanlar Stadium                 | 2019–2021 | 12,500    |
| 4 | Estadio Alsancak Mustafa Denizli | 2022–     | 15,000    |

## Palmarés
| Torneos nacionales                  | Títulos           | Subcampeonatos |
| ----------------------------------- | ----------------- | -------------- |
| Copa de Turquía (2)                 | 1967 y 1980       |                |
| TFF Primera División (3)            | 1984, 1991 y 2002 |                |
| TFF Segunda División (1)            | 2018              |                |
| Campeonato amateur de Turquía (0/2) |                   | 1934 y 1951    |

| Torneos regionales   | Títulos                                                                            |
| -------------------- | ---------------------------------------------------------------------------------- |
| Liga de Esmirna (14) | 1924, 1925, 1928, 1929, 1931, 1934, 1937, 1941, 1946, 1948, 1951, 1954, 1957, 1958 |

## Datos del club
- Superliga : 41 temporadas

1959-1983, 1984-1990, 1991-2000, 2002-2003, 2021-
- 1. Liga : 15 temporadas

1983-1984, 1990-1991, 2000-2002, 2003-2011, 2018-2021
- Liga 2 : 5 temporadas

2011-2015, 2017-2018
- 3ra liga : 2 temporadas

2015-2017